# Nậm Sọi
Nậm Sọi là phụ lưu cấp 1 của sông Mã, bắt nguồn từ vùng núi biên giới Việt - Lào ở huyện Sốp Cộp, đổ vào sông Mã ở huyện Sông Mã tỉnh Sơn La, Việt Nam .

## Dòng chảy
Nậm Sọi bắt nguồn từ vùng núi cao gần 2000 m ở biên giới Việt - Lào ở xã Mường Lạn huyện Sốp Cộp, chảy theo hướng bắc . 20°40′15″B 103°40′48″Đ / 20,67083°B 103,68°Đ
Qua xã Mường Cai thì đổi hướng đông bắc, tới bản Nậm Sọi xã Chiềng Khoong huyện Sông Mã thì đổ vào sông Mã.

## Thủy điện
Thủy điện Nậm Sọi 20°54′46″B 103°44′08″Đ / 20,912677°B 103,735444°Đ công suất lắp máy 10 MW với 2 tổ máy, sản lượng điện hàng năm 35,83 triệu KWh, xây dựng tại xã Mường Cai, huyện Sông Mã, khởi công đầu năm 2008, đã phát điện tháng 5/2010, sau thủy điện Nậm Công.

## Chỉ dẫn
1. ↑  Trong tiếng Thái-Tày "Nậm" có nghĩa là nước, sông, suối.